# Goosebumps (TV-serie)
Goosebumps (på svenska även kallad Kalla kårar) är en kanadensisk-amerikansk horrorserie baserad på böckerna med samma namn av R.L. Stine. Serien sändes mellan åren 1995 och 1998 och består av totalt 74 avsnitt uppdelade på fyra säsonger. Bland de kändare skådespelarna som har medverkat i serien märks Caterina Scorsone, Katharine Isabelle, Ryan Gosling och Hayden Christensen. 
Sedan 2013 finns Goosebumps tillgänglig för streaming på Netflix. Dock i vissa länder (bland annat i Sverige) är det bara säsong 1 som finns tillgänglig där det fattas vissa avsnitt samt att avsnitten som finns tillgängliga är i oordning mot vad de egentligen är. Avsnitten finns även omdubbade till svenska.